# Leptochilus speciosus
Leptochilus speciosus är en stekelart som beskrevs av Gusenleitner 2002. Leptochilus speciosus ingår i släktet Leptochilus och familjen Eumenidae. Inga underarter finns listade i Catalogue of Life.